# Чрешнова
Чрешнова (словен. Črešnova) — поселення в общині Зрече, Савинський регіон, Словенія. 
Висота над рівнем моря: 664,3 м.